# 波多利亞尼 (卡緬涅茨-波多利斯基區)
48°44′55″N 26°13′57″E / 48.74861°N 26.23250°E
波多利亞尼（烏克蘭語：Подоляни），是烏克蘭的村落，位於該國西部赫梅利尼茨基州，由卡緬涅茨-波多利斯基區負責管轄，始建於1491年，面積1.03平方公里，2001年人口248，人口密度每平方公里230.9人。